# Gewoon speldenkussentje
Gewoon speldenkussentje (Pertusaria pertusa) is een korstmos behorend tot de familie Pertusariaceae. Het komt voor op schors van bomen. Zeldzaam komt het ook voor op kiezelhoudende rotsen of op muren. Het leeft in symbiose met een chlorococcoïde alg. Het sporuleert vooral in de maanden oktober tot en met januari.

## Determinatie
Het thallus is korstvormig, dik en min of meer glanzend. De kleur is grijs tot groenachtig grijs en glad of grof gerimpeld. Er is een prothallus aanwezig.
De apotheciën zijn kussenvormig met kleine gaatjes. De wratachtige uitsteeksels produceren 3–7 apotheciën met schijven als kleine zwarte pitjes.
Gewoon speldenkussentje heeft een volgende kenmerkende kleurreacties: K+ (geel), C-, KC+ (geel), P+ (diep oranje), UV+/- (oranje).
De asci bevat meestal twee sporen. De ascosporen meten 150–250 × 40–80 µm.

## Ecologie
Volgens een studie uit Litouwen komt het vooral voor aan de goedbelichte zuidkant van de stam van oude zomereiken, in gebieden met veel neerslag

## Verspreiding
Het is inheems in Eurazië en Zuidelijk Afrika. In Nederland komt het vrij zeldzaam voor. Het staat niet op de rode lijst en is niet bedreigd.

## Foto's

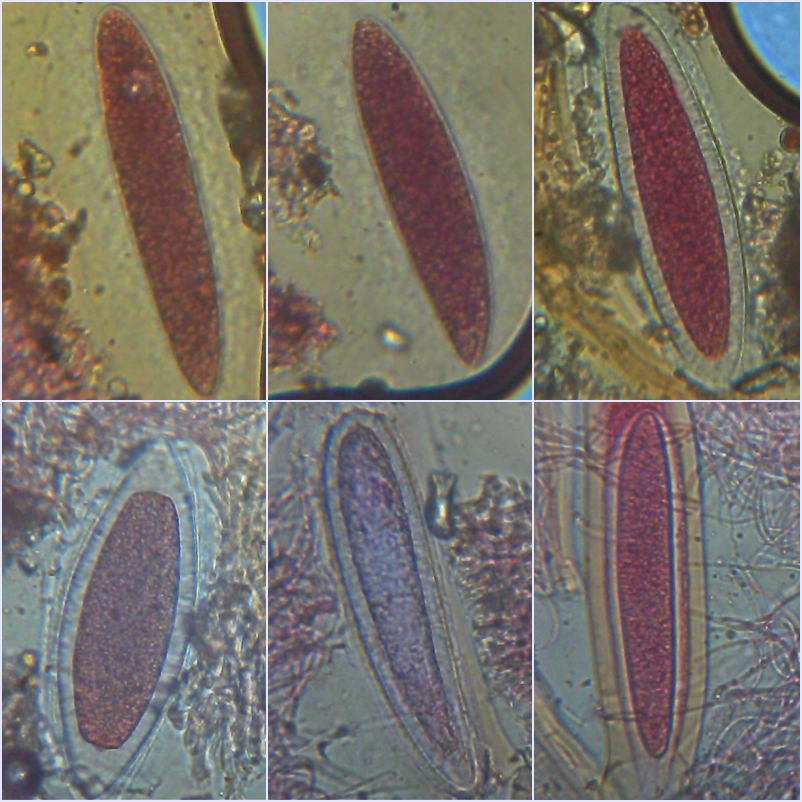
Sporen
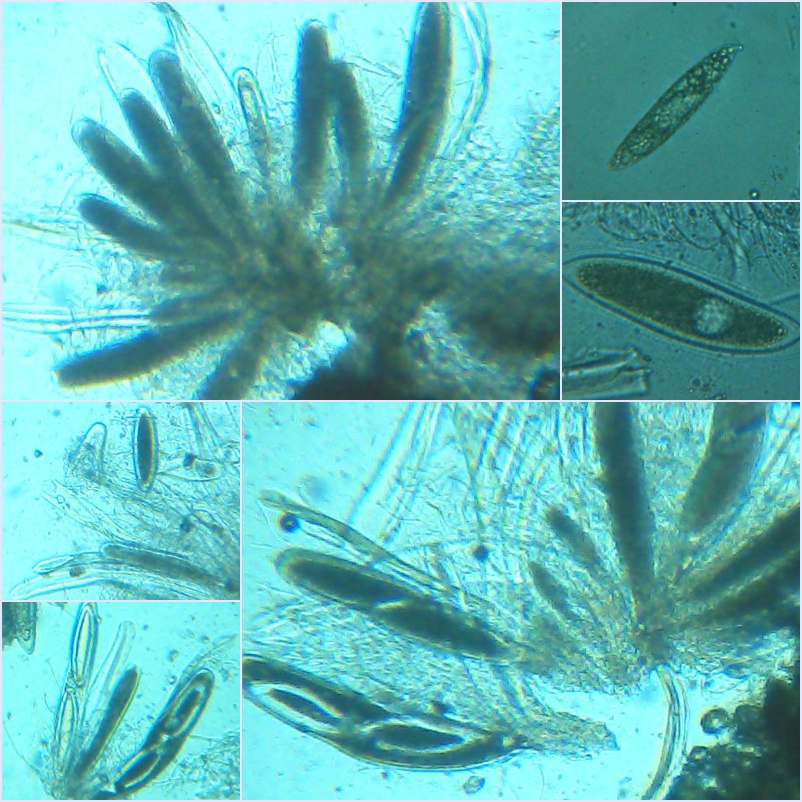
Ascus